# El Ranchito, Cosalá
El Ranchito är en ort i Mexiko.   Den ligger i kommunen Cosalá och delstaten Sinaloa, i den centrala delen av landet, 1 000 km nordväst om huvudstaden Mexico City. El Ranchito ligger 201 meter över havet och antalet invånare är 282.
Terrängen runt El Ranchito är huvudsakligen kuperad. El Ranchito ligger nere i en dal. Runt El Ranchito är det mycket glesbefolkat, med 6 invånare per kvadratkilometer. Närmaste större samhälle är Cosalá, 16,2 km sydost om El Ranchito. I omgivningarna runt El Ranchito växer i huvudsak lövfällande lövskog.